# Assibilação
Assibilação é um metaplasmo que consiste na permuta de dois ou mais fonemas por uma sibilante, geralmente, mas não necessariamente, após um processo de palatalização (ex.: capitia > cabeça, gallicia > Galiza, minacia > ameaça).
Um caso comum de assibilação na língua portuguesa nos dias de hoje é a pronúncia das oclusivas apicais como fricativas ao anteceder uma vogal anterior alta, comum na variante brasileira. (ex.: direito [dʒiˈɾejtu], tinta [tʃĩtɐ])